# Комплекс Ейзенменгера
Комплекс Ейзенменгера (Eisenmenger complex. також Синдром Ейзенменгера) — вроджена вада серця, що відрізняється від тетради Фалло наявністю розширеної або рідше нормальної легеневої артерії.
Поширеність аномалії Ейзенменгера становить близько 4 % серед всіх вроджених вад серця дітей, а у пацієнтів, які мають дефект міжшлуночкової перетинки, визначається в 10 % випадків. Цей порок характеризується наступними ознаками: високий дефект міжшлуночкової перетинки, у більшості випадків розширення правого шлуночка і легеневої артерії.

## Симптоми комплексу Ейзенменгера
Схожі з симптомами дефекту міжшлуночкової перетинки, проте всі вони набагато більш виражені. Крім цього, внаслідок змішування артеріальної і венозної крові завжди виникає синюшність шкірних покривів. Всі органи страждають на кисневе голодування, у результаті чого серцю доводиться працювати швидше, що проявляється серцебиттям. У таких пацієнтів вкрай низький поріг фізичної витривалості через наявність вираженої задишки. Нерідко відзначається кровохаркання.Характерно, що ціаноз хоча і намічається з народження, але тільки в перехідному віці досягає вираженого ступеня. Серце незначно збільшується. Конфігурація його залежить від змін легеневої артерії (розширена вона чи ні). Звичайно корені легень внаслідок розширення легеневих судин стають збільшеними і сильно пульсують («танок коріння»). Аускультативно характерне систолічне тремтіння і систолічний шум в області третього міжреберного проміжку зліва від грудини, а також посилений другий тон на легеневій артерії і іноді там же діастолічний шум. Прогноз кращий, ніж при тетрада Фалло, так як хворі можуть досягати середнього віку.

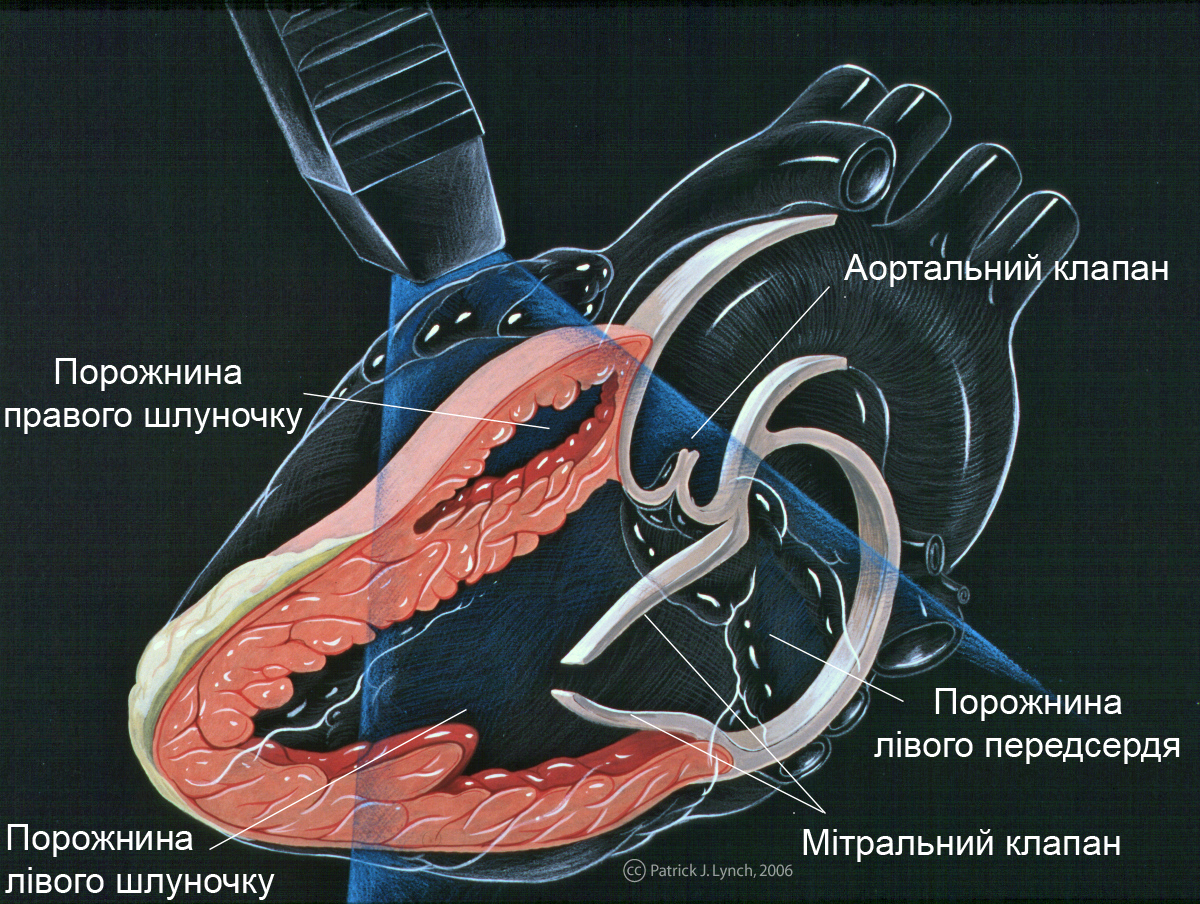
Ехокардіографічна діаграма серця

До ускладнень комплексу Ейзенменгера відносяться легеневі кровотечі і емболії (закупорка судин) у зв'язку з аневризмовими розширеннями легеневих артерій в їх дрібніших відгалуженнях. При спробі вдиханням чистого кисню насичення ним крові дещо підвищується, хоча через шунт воно ніколи не досягає норми. При катетеризації серця виявляється або рівномірне недонасищення киснем венозної крові як в правому передсерді, так і в легеневій артерії, або незначне підвищене насичення киснем крові у правому шлуночку. Тиск в правому шлуночку і в легеневій артерії підвищено, що дозволяє впевнено відрізнити цей порок від тетради Фалло. Чітке відмежування від тетради Фалло має в наш час[коли?] велике значення з огляду з'ясування можливості лікування. При комплексі Ейзенменгера операція накладення анастомозу протипоказана, оскільки підвищений тиск в системі легеневої артерії зробило б неможливим правильне функціонування штучної протоки.
Досить часто комплекс Ейзенменгера поєднується з іншими вродженими вадами серця, наприклад, з незарощенням артеріальної протоки, дефектом міжпередсердної перегородки, коарктацією аорти.

## Патогенез і зміна гемодинаміки
Вада сумісна з утробним життям. Після народження овальний отвір і артеріальна протока закриваються нормально. Венозна кров тече з правого передсердя у правий шлуночок. Звідси велика частина крові викидається в легеневу артерію і легені, звідки по легеневих венах повертається в ліве передсердя. Так як аорта «сидить верхи» на дефекті міжшлуночкової перегородки, то частина крові з правого шлуночка викидається в аорту. При цьому значно підвищується тиск в легеневій артерії. Він може досягати величин тиску в аорті або навіть перевищувати його. Підвищення тиску в малому колі кровообігу пояснюється збільшенням опору у легеневих артеріолах (хвилинний об'єм крові в легеневому колі не підвищується, він у нормі або, частіше, знижений). Воно може дорівнювати величині опору у великому колі кровообігу. Це доцільна компенсаторна реакція, що оберігає мале коло кровообігу від гіповолемії, а хворого — від набряку легенів. Механізм підвищення тиску з малому колі кровообігу не зрозумілий. Висловлюються припущення про спазми артеріол, про анатомічні зміни у їх будові. Останнє більш імовірно, тому що знаходить підтвердження при гістологічному дослідженні. Порушення кровообігу при комплексі Ейзенменгера веде до гіпертрофії правого шлуночка. Рано чи пізно з'являється ціаноз. Це пов'язано з венозно-артеріальним шунтуванням. Обсяг венозної крові, що викидається в аорту залежить від декількох факторів: розміру дефекту міжшлуночкової перегородки, ступеня декстропозиції аорти, співвідношення систолічного тиску в правому шлуночку і аорті. Обсяг венозно-артеріального шунта з наростанням легеневої гіпертензії збільшується.

## Стадії розвитку хвороби
З патолого-фізіологічної точки зору можна говорити про два періоди розвитку комплексу Ейзенменгера: стадії без ціанозу і стадії з ціанозом. У першій стадії кисневе насичення периферичної артеріальної крові нормальне або майже нормальне, так як шунтування йде зліва направо, тобто за артеріально-венозним типом (завдяки нижчому судинному опору в малому колі кровообігу порівняно з великим). У другій, діанетичній, стадії кисневе насичення периферичної артеріальної крові знижене, так як шунтування йде справа наліво, тобто за венозно-артеріального шунту (у зв'язку з більш високим судинним опором у малому колі кровообігу порівняно з великим).

## Лікування комплексу Ейзенменгера
Основним методом лікування комплексу Ейзенменгера є хірургічне втручання, воно э дуже складним, адже потрібно одночасно усунути і аномалію аорти і дефект міжшлуночкової перегородки. При цьому практично завжди потрібна імплантація штучного аортального клапана, що в ряді випадків робить подібне втручання дуже небезпечним і має високий показник смертності.